# Jun Uchida
Jun Uchida (japanisch 内田 潤 Uchida Jun; * 14. Oktober 1977 in der Präfektur Hyōgo) ist ein ehemaliger japanischer Fußballspieler.

## Karriere
Uchida erlernte das Fußballspielen in der Schulmannschaft der Toin Gakuen High School und der Universitätsmannschaft der Komazawa-Universität. Seinen ersten Vertrag unterschrieb er 2000 bei den Kashima Antlers. Der Verein spielte in der höchsten Liga des Landes, der J1 League. 2000 gewann er mit dem Verein den japanischen Meistertitel, den J.League Cup und den Kaiserpokal. 2001 wurde er nit dem Verein erneut japanischer Meister. Für die Antlers absolvierte er 77 Erstligaspiele. 2006 wechselte er zum Ligakonkurrenten Albirex Niigata. Für den Verein absolvierte er 144 Erstligaspiele. Ende 2013 beendete er seine Karriere als Fußballspieler.

## Erfolge
Kashima Antlers
- J1 League

Meister: 2000, 2001
- J.League Cup

Sieger: 2000, 2002
Finalist: 2003, 2006
- Kaiserpokal

Sieger: 2000
Finalist: 2002